# Csontváz

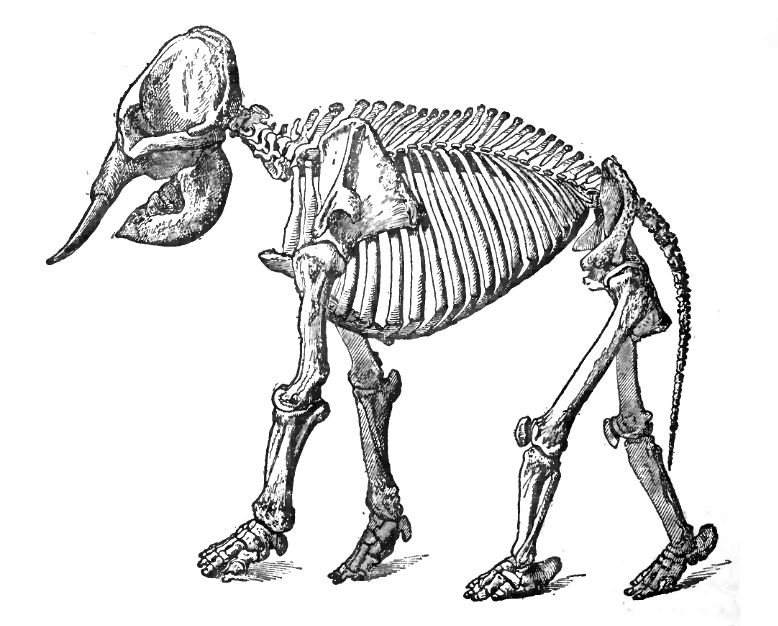
Elefánt csontváza

A csontváz (latinul sceletum) tapadási helyet biztosít és megtartja a gerincesek izmait. Passzívan részt vesz a mozgásban, fontos szerepe van a vérképzésben is. Védi a belső szerveket. A csontokkal foglalkozó tudományt oszteológiának nevezzük.

## Az emberi csontváz

Az emberi csontváz felépítése

A felnőtt emberi csontváz körülbelül 206 darab csontból áll. Az újszülöttnek 270 csontja van. A csontok száma a születés után még növekszik (osszifikáció), a serdülőkor során azonban a csontok száma csökken, ahogy bizonyos csontok egybeolvadnak. Előfordul, hogy valakinek 1-2 darabbal több vagy kevesebb csontja van, ez az életkortól és genetikai tényezőktől is függ. Pár kivétellel mindegyik csont páros. A csontok között megkülönböztetünk csöves, lapos és szabálytalan alakú csontokat. A csontok között ízületes vagy folyamatos (varratos, összenövéses, porcos) kapcsolat van. A csontok rugalmasak, de szilárdak. Lényegében minden csont egy-egy szervnek tekinthető, aminek megvan a szerepe a csontváz rendszerében.

### Koponyacsontok
A koponyacsontok két csoportba sorolhatók: ezek az arckoponya és az agykoponya csontjai. Az agykoponya csontjai védelmezik az agyat (cerebrum). Nyolc darab ilyen csont van, varratokkal (sutura) kapcsolódnak össze. Vannak köztük párosak és páratlanok. Az arckoponya 14 csontból áll, melyeknek nagy része páros. Ezek a csontok alakítják ki arcunkat.

### Gerinc
A gerincet csigolyák alkotják. Egy felnőtt embernek 33 darab csigolyája van. A gerinc a koponyától a medencéig húzódik. Védelmezi a gerincvelőt. A fej és a törzs súlyát az alsó végtagokra közvetíti. Kettős S-alakja nagy rugalmasságot és szilárdságot ad neki. A gerincet 3 fő részre osztjuk (a csigolyák az általuk alkotott szakaszról kapják a nevüket): a nyakcsigolyák (vertebrae cervicales) (7 db), a hátcsigolyák (vertebrae thoracicae) (12 db), és az ágyéki csigolyák (vertebrae lumbales) (5 db). Ezek után jön még a keresztcsont (os sacrum) (összecsontosodva 5 db (vertebra sacralis) és a farokcsont (os coccygis) (összecsontosodva 3-5 db (vertebra coccygea).

### Mellkas
A mellkas 12 darab ívelt bordapárból, 12 darab hátcsigolyából, és az elöl elhelyezkedő szegycsontból (sternum) áll. Feladata védelmet nyújtani a szívnek és a tüdőnek. Rugalmas, hisz be- és kilégzéskor felfelé és lefelé végez mozgást. A bordák porccal kapcsolódnak a szegycsonthoz. Vannak valódi (costae verae, costae vertebrosternales), ál- (costae spuriae, costae vertebrochondrales), és lengőbordák (costae fluitantes, costae vertebrales).

### Váll, felkar, alkar és kéz
Az emberi váll két csontból épül fel: a kulcscsontból (clavicula) és a lapockából (scapula). Ezekhez kapcsolódik gömbízülettel a felkarcsont (humerus). A felkarcsont a könyökkel (ami csuklóízület, ez nem azonos a csuklóval) kapcsolódik a singcsonthoz (ulna) és az orsócsonthoz (radius). Ez a két csont alkotja az alkart. Ez a két csont egymással külön forgó típusú ízületet képez, ezért az orsócsont a singcsont körül 180°-ban el tud forogni. A csuklót ennek a két csontnak a vége és további hét darab apró csont (kéztőcsontok) alkotja. A kezet a kézközépcsontok (os metacarpale) és az ujjperccsontok (phalanx) alkotják. Minden csont páros, és a kéztőcsontok kivételével hosszú, csöves csontok. A kezet úgy is szokás nevezni, mint az evolúció mérnöki csodája.

### Medence
A medence összeköttetést képez a törzs és az alsó végtagok között. Három fő csontból és a gerinc végéből áll. A női és a férfi medence között különbség van, amely szülésnél fontos tényező. Helyet és védelmet biztosít az alhasban a (farokcsont)nemi szerveknek és a húgyhólyagnak (vesica urinaria). Tapadási felületet biztosít olyan erős izmoknak, mint például a nagy farizom (musculus gluteus maximus).

### A láb, a boka és a lábfej
A lábat három hosszú csont alkotja. Felül a combcsont (femur), mely testünk legnagyobb csontja; ez viseli a test tömegét. Utána a térdízület következik, mely csuklóízület. Ezután a vékony szárkapocs (fibula) jön, és vele párhuzamosan a nála vastagabb sípcsont (tibia). Ennek a két csontnak a vége alkotja a bokát, amely csuklóízület. A lábfejek 26 csontból állnak. Kezdődik a sarokcsonttal (calcaneus), a köbcsonttal (os cuboideum) és az ugrócsonttal (talus), majd folytatódik az ékcsontokkal, majd ezek után jönnek a lábközépcsontok (os metatarsale) és végül az ujjperccsontok.